# Sohlberg
Sohlberg är ett efternamn.

## Personer med efternamnet
- Brita Sohlberg
- Eva Dozzi Sohlberg
- Harald Sohlberg (1869–1935), norsk konstnär
  - Sohlbergplassen
- Kristian Sohlberg (fi)
- Maria Sohlberg
- Ragnhild Sohlberg (* 1937, Hamar) (no)
- Seth (Agathon) Sohlberg
- Yvonne Sohlberg